# Josef Wilhelm von Gallina
Josef Wilhelm von Gallina (Graz, 17 novembre 1820 – Vienna, 3 ottobre 1883) è stato un generale austro-ungarico.

## Biografia
Josef Wilhelm von Gallina era nato a Graz da una famiglia baronale austriaca di origini italiane. Dopo aver frequentato l'accademia militare di Maria Teresa, nel 1839 ne uscì come Luogotenente e dal 1848 entrò nello stato maggiore.
Giunto in Italia, prese parte alla Prima guerra d'indipendenza italiana e poi alla Battaglia di Custoza del 1866 per poi rientrare nel 1869 in seno allo staff generale come comandante della 30ª divisione di fanteria di stanza a Lemberg oltre ad ottenere il comando militare di Cracovia. Nel 1873 venne promosso Luogotenente Feldmaresciallo e capo dello stato maggiore dell'esercito.
Morì a Vienna nel 1883.